# Свозилова, Зузана
Зузана Свозилова (чеш. Zuzana Svozilová; род. 22 января 1989 года) — чешская пловчиха в ластах.

## Карьера
Обладатель национальных рекордов Чехии на дистанциях 200, 400, 800 и 1500 метров, а также в эстафетах 4х100 и 4х200 метров. 
В 2005 году на французском курорте Ла-Сьота стала чемпионом мира среди юниоров в гонке на 6 км. Год спустя завоевала серебряную медаль на чемпионате мира среди юниоров по той же дорожке. В 2010 году она выиграла молодёжный чемпионат мира в Венгрии. 
Но своего наибольшего успеха она достигла в 2012 году, когда заняла второе место на чемпионате Европы в гонке на 20 км.